# 金屋村 (埼玉県)
金屋村（かなやむら）は、埼玉県児玉郡に存在した村。現在の本庄市南部に位置する。

## 地理
- 河川 : 小山川

## 歴史

### 沿革
- 1889年（明治22年）4月1日 - 町村制施行により、金屋村、長沖村、高柳村、飯倉村、塩谷村、宮内村が合併して発足[1]。保木野村、田端村と町村組合を結成し、金屋組合村となる。
- 1892年（明治25年）9月29日 - 金屋組合村3村が合併し、改めて金屋村が発足[2]。
- 1952年（昭和27年）
  - 大字塩谷・保木野の各一部を青柳村に編入[1]。
  - 青柳村の一部（大字新里）を編入。
- 1955年（昭和30年）3月20日 - 町村合併促進法により、児玉町、秋平村、本泉村と合併し、改めて児玉町が発足[3]。同日金屋村廃止。
- 2006年（平成18年）1月10日 - 児玉町が本庄市と合併し、改めて本庄市が発足。

## 現在の町名
児玉町金屋、児玉町長沖、児玉町高柳、児玉町飯倉、児玉町塩谷、児玉町宮内、児玉町保木野、児玉町田端